# Charles Dolzé
Charles Dolzé (1663- c.1701) est un missionnaire français. Il a été parmi les premiers jésuites français envoyés en Chine.

## Biographie
Charles Dolzé naît le 25 mars 1663 à Metz dans les Trois-Évêchés. Il est ordonné prêtre le 22 décembre 1693, à l'âge de 30 ans, dans le Jura suisse. Dolzé a été parmi les premiers jésuites français à être envoyé en Chine dans les années 1690. Il arriva à Canton le 4 novembre 1698 et il restera en Chine jusqu'à la fin de sa mission. La date exacte de sa mort est incertaine, mais Charles Dolzé est mort relativement jeune. D'après Le Gobien et Tréaudet de Querbeuf, il décède "vers les frontières de Tartarie", malgré les soins apportés par les médecins de l'empereur de Chine. Quoi qu'il en soit, Charles Dolzé est l'un des neuf jésuites français, dont la pierre tombale est toujours conservée dans la parcelle jésuite « Zhalan » de Pékin[réf. nécessaire].

## Sources
- Charles Le Gobien, Yves Mathurin Marie Tréaudet de Querbeuf : Lettres édifiantes et curieuses, écrites des missions étrangères, J. G. Merigot, Paris, 1780 (p. 76-77)